# Бернд Голлербах
Бернд Холлербах (нім. Bernd Hollerbach; нар. 8 грудня 1969, Вюрцбург) — колишній німецький футболіст і нинішній тренер. Під час своєї кар'єри гравця він був лівим захисником клубів «Вюрцбургер Кікерс», «Санкт-Паулі», «Кайзерслаутерн» і «Гамбург», у якому протягом восьми з половиною років провів більшу частину своєї кар'єри.
Після ігрової кар'єри Холлербах обійняв свої перші посади тренера у VfL 93 Hamburg і VfB Lübeck, а потім з 2007 по 2012 рік працював помічником тренера Фелікса Магата у «Вольфсбургзі», з яким вони стали чемпіонами Німеччини у 2009 році, і «Шальке 04». Потім він тренував «Вюрцбургер Кікерс» з 2014 по 2017 рік як головний тренер, з яким він зумів просунутися від баварської регіональної ліги до 2-ї Бундесліги, але покинув клуб після вильоту в перший рік у другому дивізіону. У сезоні 2019/20 Холлербах був головним тренером бельгійського клубу першого дивізіону «Рояль Ексель Мускрон», а з літа 2021 року тренує бельгійський клуб «Сінт-Трейден».